# Karin Melis Mey
Karin Mey Melis, precedentemente nota come Karin Mey (31 maggio 1983), è una lunghista sudafricana naturalizzata turca.
Nel 2004 ha vinto i campionati nazionali del Sudafrica nella specialità del salto in lungo ed ha rappresentato il suo paese natale alle Universiadi 2005.
Il 30 giugno 2008 ha ottenuto la cittadinanza turca ed ha aggiunto Melis al suo precedente nome.

## Palmares
| Anno | Manifestazione          | Sede           | Evento         | Risultato      | Prestazione | Note |
| ---- | ----------------------- | -------------- | -------------- | -------------- | ----------- | ---- |
| 2008 | Olimpiadi               | Pechino        | Salto in lungo | Qualificazione | 6,42 m      |      |
| 2009 | Europei indoor          | Torino         | Salto in lungo | 13ª            | 6,30 m      |      |
| 2009 | Giochi del Mediterraneo | Pescara        | Salto in lungo | Argento        | 6,53 m      |      |
| 2009 | Mondiali                | Berlino        | Salto in lungo | Argento        | 6,80 m      |      |
| 2010 | Mondiali indoor         | Doha           | Salto in lungo | 14ª (q)        | 6,36 m      |      |
| 2011 | Mondiali                | Taegu          | Salto in lungo | 7ª             | 6,44 m      |      |
| 2012 | Mondiali indoor         | Istanbul       | Salto in lungo | 9ª             | 6,62 m      |      |
| 2012 | Europei                 | Helsinki       | Salto in lungo | dq             | dq          |      |
| 2015 | Europei indoor          | Praga          | Salto in lungo | 7ª             | 6,57 m      |      |
| 2016 | Europei                 | Amsterdam      | Salto in lungo | 5ª             | 6,62 m      |      |
| 2016 | Giochi olimpici         | Rio de Janeiro | Salto in lungo | 14ª (q)        | 6,49 m      |      |
| 2018 | Giochi del Mediterraneo | Tarragona      | Salto in lungo | 7ª             | 6,44 m      |      |
| 2018 | Europei                 | Berlino        | Salto in lungo | 24ª (q)        | 6,18 m      |      |